# Fussballclub Emmenbrücke 2022-2023
Questa voce raccoglie le informazioni riguardanti il Fussballclub Emmenbrücke nelle competizioni ufficiali della stagione 2022-2023.

## Stagione
Nella stagione 2022-2023 l'Emmenbrücke, allenato da Meris Kazic, concluse il campionato di Prima Lega al 14º posto.

## Rosa
| N. |                                 | Ruolo | Calciatore        |
| -- | ------------------------------- | ----- | ----------------- |
| 4  | Svizzera (bandiera)             | C     | Joel Stephan      |
| 5  | Svizzera (bandiera)             | C     | Elia Vogel        |
| 6  | Svizzera (bandiera)             | D     | Egzon Ramadani    |
| 7  | Kosovo (bandiera)               | A     | Eduard Nikmengjaj |
| 8  | Svizzera (bandiera)             | C     | Avdi Berisha      |
| 9  | Spagna (bandiera)               | C     | Jorge Facal       |
| 10 | Svizzera (bandiera)             | A     | Augustin Tanushaj |
| 11 | Kosovo (bandiera)               | C     | Arbenit Kameraj   |
| 12 | Italia (bandiera)               | D     | Stefano Geri      |
| 13 | Svizzera (bandiera)             | A     | Ilir Sedolli      |
| 14 | RD del Congo (bandiera)         | D     | Stéphane Munduki  |
| 15 | Bosnia ed Erzegovina (bandiera) | D     | Vladimir Oršolić  |
| 16 | Spagna (bandiera)               | C     | Raul Merino       |
| 17 | Svizzera (bandiera)             | A     | Bojan Malbasic    |

| N. |                               | Ruolo | Calciatore       |
| -- | ----------------------------- | ----- | ---------------- |
| 18 | Svizzera (bandiera)           | D     | Shan Meyer       |
| 19 | Croazia (bandiera)            | A     | Zinedin Mesic    |
| 20 | Turchia (bandiera)            | A     | Berzan Polat     |
| 21 | Slovenia (bandiera)           | A     | Elvis Bratanovič |
| 22 | Svizzera (bandiera)           | A     | Haxhi Neziraj    |
| 23 | Albania (bandiera)            | D     | Leonard Ukaj     |
| 24 | Svizzera (bandiera)           | P     | Dario Primus     |
| 27 | Svizzera (bandiera)           | P     | Eldin Beganovic  |
| 28 | Macedonia del Nord (bandiera) | C     | Demerali Saliu   |
|    | Svizzera (bandiera)           | C     | Jordi Manuel     |
|    | Spagna (bandiera)             | C     | Livio Saccardo   |
|    | Svizzera (bandiera)           | C     | Taulant Shaqiri  |
|    | Svizzera (bandiera)           | A     | Stefano Izzo     |

## Organigramma societario
Area tecnica
- Allenatore: Meris Kazic
- Allenatore in seconda:
- Preparatore dei portieri:
- Preparatori atletici:

## Calciomercato

### Sessione estiva
| Acquisti | Acquisti          | Acquisti        | Acquisti |
| R.       | Nome              | da              | Modalità |
| -------- | ----------------- | --------------- | -------- |
| D        | Vladimir Oršolić  | Karlovac        |          |
| C        | Avdi Berisha      | Buochs          |          |
| C        | Marko Brzovic     | Kickers Lucerna |          |
| D        | Valentino Bütler  | Kickers Lucerna |          |
| D        | Emanuele Guidotti | Buochs          |          |
| C        | Loris Lukaj       | Lucerna II      |          |
| D        | Shan Meyer        | Buochs          |          |
| D        | Stéphane Munduki  | Buochs          |          |
| A        | Haxhi Neziraj     | Buochs          |          |
| C        | Livio Saccardo    | Littau          |          |
| D        | Leonard Ukaj      | Buochs          |          |

| Cessioni | Cessioni        | Cessioni  | Cessioni |
| R.       | Nome            | a         | Modalità |
| -------- | --------------- | --------- | -------- |
| C        | Loris Lukaj     | Kriens II |          |
| D        | Alban Selmanaj  | Rothrist  |          |
| C        | Ensar Huruglica | Kriens    |          |

### Sessione invernale
| Acquisti | Acquisti     | Acquisti    | Acquisti |
| R.       | Nome         | da          | Modalità |
| -------- | ------------ | ----------- | -------- |
| A        | Ilir Sedolli | Saluzzo     |          |
| C        | Elia Vogel   | Lucerna II  |          |
| C        | Jorge Facal  | Lucerna U18 |          |
| A        | Berzan Polat | Lucerna II  |          |
| C        | Jordi Manuel | Perlen      |          |

| Cessioni | Cessioni          | Cessioni        | Cessioni |
| R.       | Nome              | a               | Modalità |
| -------- | ----------------- | --------------- | -------- |
| D        | Emanuele Guidotti | Buochs          |          |
| C        | Marko Brzovic     | Kickers Lucerna |          |
| D        | Valentino Bütler  | Kickers Lucerna |          |

## Risultati

### Prima Lega

#### andata
| Emmen 6 agosto 2022, ore 18:00 CEST 1ª giornata                                                | Emmenbrücke | 2 – 3 referto                    | Soletta | Sportanlage Gersag |
| \| \| \| \| \| Malbasic 65’ Bratanovič 75’ \| Marcatori \| 40’ Mast 42’ Mathys 46’ Domoraud \| |             |                                  |         |                    |
|                                                                                                |             |                                  |         |                    |
| Malbasic 65’ Bratanovič 75’                                                                    | Marcatori   | 40’ Mast 42’ Mathys 46’ Domoraud |         |                    |

| Risch 13 agosto 2022, ore 16:00 CEST 2ª giornata                               | Rotkreuz  | 0 – 4 referto                                | Emmenbrücke | Sportpark Rotkreuz |
| \| \| \| \| \| \| Marcatori \| 2’ Malbasic 27’ Tanushaj 33’, 45’ Bratanovič \| |           |                                              |             |                    |
|                                                                                |           |                                              |             |                    |
|                                                                                | Marcatori | 2’ Malbasic 27’ Tanushaj 33’, 45’ Bratanovič |             |                    |

| Emmen 20 agosto 2022, ore 18:00 CEST 3ª giornata                               | Emmenbrücke | 1 – 3 referto                 | Dornach | Sportanlage Gersag (500 spett.) |
| \| \| \| \| \| Bratanovič 60’ \| Marcatori \| 25’ Nana 52’ Kägi 89’ Saponja \| |             |                               |         |                                 |
|                                                                                |             |                               |         |                                 |
| Bratanovič 60’                                                                 | Marcatori   | 25’ Nana 52’ Kägi 89’ Saponja |         |                                 |

| Bassecourt 27 agosto 2022, ore 17:00 CEST 4ª giornata                                         | Bassecourt | 3 – 2 referto              | Emmenbrücke | Stade des Grands-Prés (250 spett.) |
| \| \| \| \| \| Brêchet 14’ Mobili 20’ Forte 22’ \| Marcatori \| 17’ Stephan 74’ Bratanovič \| |            |                            |             |                                    |
|                                                                                               |            |                            |             |                                    |
| Brêchet 14’ Mobili 20’ Forte 22’                                                              | Marcatori  | 17’ Stephan 74’ Bratanovič |             |                                    |

| Emmen 3 settembre 2022, ore 18:00 CEST 5ª giornata                                      | Emmenbrücke | 1 – 3 referto                            | Black Stars Basilea | Sportanlage Gersag (350 spett.) |
| \| \| \| \| \| Tanushaj 45’ \| Marcatori \| 44’ Fazlija 52’ Shillova 57’ Mumenthaler \| |             |                                          |                     |                                 |
|                                                                                         |             |                                          |                     |                                 |
| Tanushaj 45’                                                                            | Marcatori   | 44’ Fazlija 52’ Shillova 57’ Mumenthaler |                     |                                 |

| Basilea 10 settembre 2022, ore 17:00 CEST 6ª giornata | Concordia Basilea | 1 – 0 referto | Emmenbrücke | St. Jakob-Park (211 spett.) |
| \| \| \| \| \| Alessio 2’ \| Marcatori \| \|          |                   |               |             |                             |
|                                                       |                   |               |             |                             |
| Alessio 2’                                            | Marcatori         |               |             |                             |

| Emmen 17 settembre 2022, ore 18:00 CEST 7ª giornata                        | Emmenbrücke | 1 – 2 referto         | Schötz | Sportanlage Gersag (550 spett.) |
| \| \| \| \| \| Neziraj 77’ (rig.) \| Marcatori \| 51’ Rüedi 80’ Andrist \| |             |                       |        |                                 |
|                                                                            |             |                       |        |                                 |
| Neziraj 77’ (rig.)                                                         | Marcatori   | 51’ Rüedi 80’ Andrist |        |                                 |

| Emmen 24 settembre 2022, ore 18:00 CEST 8ª giornata                                                 | Emmenbrücke | 5 – 1 referto | Muri | Sportanlage Gersag (400 spett.) |
| \| \| \| \| \| Saliu 13’ (rig.), 73’ Bratanovič 17’, 90’ Berisha 37’ \| Marcatori \| 76’ Nikolla \| |             |               |      |                                 |
| |             |               |      |                                 |
| Saliu 13’ (rig.), 73’ Bratanovič 17’, 90’ Berisha 37’                                               | Marcatori   | 76’ Nikolla   |      |                                 |

| Wohlen 1º ottobre 2022, ore 16:00 CEST 9ª giornata                                                    | Wohlen    | 4 – 3 referto                   | Emmenbrücke | Stadion Niedermatten |
| \| \| \| \| \| Chatar 4’ Kisisa 23’, 28’ Golaj 47’ \| Marcatori \| 52’, 64’ Bratanovič 55’ Neziraj \| |           |                                 |             |                      |
| |           |                                 |             |                      |
| Chatar 4’ Kisisa 23’, 28’ Golaj 47’                                                                   | Marcatori | 52’, 64’ Bratanovič 55’ Neziraj |             |                      |

| Emmen 8 ottobre 2022, ore 18:00 CEST 10ª giornata                                                          | Emmenbrücke | 3 – 3 referto                     | Thun II | Sportanlage Gersag (400 spett.) |
| \| \| \| \| \| Bratanovič 42’ Neziraj 56’, 60’ (rig.) \| Marcatori \| 18’ Ahmed 30’ (rig.), 53’ Schmidt \| |             |                                   |         |                                 |
| |             |                                   |         |                                 |
| Bratanovič 42’ Neziraj 56’, 60’ (rig.)                                                                     | Marcatori   | 18’ Ahmed 30’ (rig.), 53’ Schmidt |         |                                 |

| Köniz 15 ottobre 2022, ore 16:00 CEST 11ª giornata         | Köniz     | 1 – 1 referto  | Emmenbrücke | Sportplatz Liebefeld-Hessgut |
| \| \| \| \| \| Wyder 69’ \| Marcatori \| 64’ Bratanovič \| |           |                |             |                              |
|                                                            |           |                |             |                              |
| Wyder 69’                                                  | Marcatori | 64’ Bratanovič |             |                              |

| Emmen 29 ottobre 2022, ore 18:00 CEST 12ª giornata                                                           | Emmenbrücke | 2 – 3 referto                                    | Delémont | Sportanlage Gersag (550 spett.) |
| \| \| \| \| \| Malbasic 38’ Tanushaj 60’ \| Marcatori \| 10’ Türkes 49’ (rig.) François 64’ (rig.) Achour \| |             |                                                  |          |                                 |
| |             |                                                  |          |                                 |
| Malbasic 38’ Tanushaj 60’                                                                                    | Marcatori   | 10’ Türkes 49’ (rig.) François 64’ (rig.) Achour |          |                                 |

| Langenthal 6 novembre 2022, ore 15:00 CET 13ª giornata                   | Langenthal | 1 – 2 referto             | Emmenbrücke | Sportplatz Rankmatte (320 spett.) |
| \| \| \| \| \| Karakurd 86’ \| Marcatori \| 27’ Malbasic 62’ Tanushaj \| |            |                           |             |                                   |
|                                                                          |            |                           |             |                                   |
| Karakurd 86’                                                             | Marcatori  | 27’ Malbasic 62’ Tanushaj |             |                                   |

| Emmen 12 novembre 2022, ore 18:00 CET 14ª giornata      | Emmenbrücke | 2 – 0 referto | Münsingen | Sportanlage Gersag (400 spett.) |
| \| \| \| \| \| Neziraj 34’ Meyer 84’ \| Marcatori \| \| |             |               |           |                                 |
|                                                         |             |               |           |                                 |
| Neziraj 34’ Meyer 84’                                   | Marcatori   |               |           |                                 |

| Neuchâtel 19 novembre 2022, ore 17:30 CET 15ª giornata                                 | Neuchâtel Xamax II | 3 – 2 referto         | Emmenbrücke | La Maladière |
| \| \| \| \| \| Maurer 5’ Koide 11’ Surdez 58’ \| Marcatori \| 52’ Geri 76’ Tanushaj \| |                    |                       |             |              |
|                                                                                        |                    |                       |             |              |
| Maurer 5’ Koide 11’ Surdez 58’                                                         | Marcatori          | 52’ Geri 76’ Tanushaj |             |              |

#### ritorno
| Soletta 26 novembre 2022, ore 16:00 CET 16ª giornata          | Soletta   | 1 – 1 referto | Emmenbrücke | Stadion Solothurn (310 spett.) |
| \| \| \| \| \| Zimmermann 35’ \| Marcatori \| 82’ Malbasic \| |           |               |             |                                |
|                                                               |           |               |             |                                |
| Zimmermann 35’                                                | Marcatori | 82’ Malbasic  |             |                                |

| Emmen 25 febbraio 2023, ore 18:00 CET 17ª giornata                                                                 | Emmenbrücke | 3 – 3 referto                                | Rotkreuz | Sportanlage Gersag (350 spett.) |
| \| \| \| \| \| Stephan 12’ Neziraj 69’ (rig.), 90’ \| Marcatori \| 18’ (rig.) Krasniqi 43’ Wellington 60’ Allou \| |             |                                              |          |                                 |
| |             |                                              |          |                                 |
| Stephan 12’ Neziraj 69’ (rig.), 90’                                                                                | Marcatori   | 18’ (rig.) Krasniqi 43’ Wellington 60’ Allou |          |                                 |

| Dornach 4 marzo 2023, ore 16:00 CET 18ª giornata                         | Dornach   | 1 – 2 referto              | Emmenbrücke | Sportanlage Gigersloch |
| \| \| \| \| \| Muslija 12’ \| Marcatori \| 33’ Meyer 85’ (rig.) Saliu \| |           |                            |             |                        |
|                                                                          |           |                            |             |                        |
| Muslija 12’                                                              | Marcatori | 33’ Meyer 85’ (rig.) Saliu |             |                        |

| Emmen 22 marzo 2023, ore 20:00 CET 19ª giornata                    | Emmenbrücke | 2 – 1 referto | Bassecourt | Sportanlage Gersag |
| \| \| \| \| \| Ukaj 4’ Neziraj 87’ \| Marcatori \| 15’ Currenti \| |             |               |            |                    |
|                                                                    |             |               |            |                    |
| Ukaj 4’ Neziraj 87’                                                | Marcatori   | 15’ Currenti  |            |                    |

| Basilea 18 marzo 2023, ore 15:00 CET 20ª giornata             | Black Stars Basilea | 1 – 1 referto  | Emmenbrücke | Sportplatz Buschweilerhof |
| \| \| \| \| \| Shillova 83’ \| Marcatori \| 90’ Bratanovič \| |                     |                |             |                           |
|                                                               |                     |                |             |                           |
| Shillova 83’                                                  | Marcatori           | 90’ Bratanovič |             |                           |

| Emmen 5 aprile 2023, ore 20:00 CEST 21ª giornata                                                      | Emmenbrücke | 4 – 1 referto | Concordia Basilea | Sportanlage Gersag |
| \| \| \| \| \| Facal 28’ Malbasic 65’ (rig.) Tanushaj 84’ Kameraj 90’ \| Marcatori \| 58’ Temelkov \| |             |               |                   |                    |
| |             |               |                   |                    |
| Facal 28’ Malbasic 65’ (rig.) Tanushaj 84’ Kameraj 90’                                                | Marcatori   | 58’ Temelkov  |                   |                    |

| Schötz 1º aprile 2023, ore 16:00 CEST 22ª giornata                         | Schötz    | 2 – 1 referto      | Emmenbrücke | Fußballanlage Wissenhusen |
| \| \| \| \| \| Yao 31’ Mijatovic 45’ \| Marcatori \| 3’ (aut.) Williner \| |           |                    |             |                           |
|                                                                            |           |                    |             |                           |
| Yao 31’ Mijatovic 45’                                                      | Marcatori | 3’ (aut.) Williner |             |                           |

| Muri 8 aprile 2023, ore 15:00 CEST 23ª giornata                        | Muri      | 3 – 1 referto | Emmenbrücke | Sportanlage Brühl Muri AG (260 spett.) |
| \| \| \| \| \| Milicaj 1’, 48’ Lancry 90’ \| Marcatori \| 52’ Facal \| |           |               |             |                                        |
|                                                                        |           |               |             |                                        |
| Milicaj 1’, 48’ Lancry 90’                                             | Marcatori | 52’ Facal     |             |                                        |

| Emmen 15 aprile 2023, ore 18:00 CEST 24ª giornata                                    | Emmenbrücke | 1 – 3 referto                         | Wohlen | Sportanlage Gersag |
| \| \| \| \| \| Ramadani 21’ \| Marcatori \| 67’ Kozlenko 71’ Urtic 81’ Gabathuler \| |             |                                       |        |                    |
|                                                                                      |             |                                       |        |                    |
| Ramadani 21’                                                                         | Marcatori   | 67’ Kozlenko 71’ Urtic 81’ Gabathuler |        |                    |

| Thun 22 aprile 2023, ore 19:00 CEST 25ª giornata | Thun II   | 1 – 0 referto | Emmenbrücke | Stockhorn Arena |
| \| \| \| \| \| Schmidt 74’ \| Marcatori \| \|    |           |               |             |                 |
|                                                  |           |               |             |                 |
| Schmidt 74’                                      | Marcatori |               |             |                 |

| Emmen 29 aprile 2023, ore 18:00 CEST 26ª giornata                                  | Emmenbrücke | 2 – 2 referto            | Köniz | Sportanlage Gersag |
| \| \| \| \| \| Neziraj 19’, 45’ (rig.) \| Marcatori \| 51’ Adjei 77’ Kuzmanovic \| |             |                          |       |                    |
|                                                                                    |             |                          |       |                    |
| Neziraj 19’, 45’ (rig.)                                                            | Marcatori   | 51’ Adjei 77’ Kuzmanovic |       |                    |

| 6 maggio 2023, ore 20:00 CEST 27ª giornata | Delémont | 1 – 0 | Emmenbrücke |  |

| 13 maggio 2023, ore 18:00 CEST 28ª giornata | Emmenbrücke | 0 – 3 | Langenthal |  |

| 20 maggio 2023, ore 16:00 CEST 29ª giornata | Münsingen | 2 – 2 | Emmenbrücke |  |

| 27 maggio 2023, ore 16:00 CEST 30ª giornata | Emmenbrücke | 3 – 3 | Neuchâtel Xamax II |  |

## Statistiche

### Statistiche di squadra
| Competizione | Punti | In casa | In casa | In casa | In casa | In casa | In casa | In trasferta | In trasferta | In trasferta | In trasferta | In trasferta | In trasferta | Totale | Totale | Totale | Totale | Totale | Totale | DR |
| Competizione | Punti | G       | V       | N       | P       | Gf      | Gs      | G            | V            | N            | P            | Gf           | Gs           | G      | V      | N      | P      | Gf     | Gs     | DR |
| ------------ | ----- | ------- | ------- | ------- | ------- | ------- | ------- | ------------ | ------------ | ------------ | ------------ | ------------ | ------------ | ------ | ------ | ------ | ------ | ------ | ------ | -- |
| Prima Lega   | 29    | 15      | 4       | 4       | 7       | 32      | 34      | 15           | 3            | 4            | 8            | 22           | 25           | 30     | 7      | 8      | 15     | 54     | 59     | -5 |
| Totale       | 29    | 15      | 4       | 4       | 7       | 32      | 34      | 15           | 3            | 4            | 8            | 22           | 25           | 30     | 7      | 8      | 15     | 54     | 59     | -5 |

### Andamento in campionato
| Giornata  | 1  | 2 | 3  | 4  | 5  | 6  | 7  | 8  | 9  | 10 | 11 | 12 | 13 | 14 | 15 | 16 | 17 | 18 | 19 | 20 | 21 | 22 | 23 | 24 | 25 | 26 | 27 | 28 | 29 | 30 |
| --------- | -- | - | -- | -- | -- | -- | -- | -- | -- | -- | -- | -- | -- | -- | -- | -- | -- | -- | -- | -- | -- | -- | -- | -- | -- | -- | -- | -- | -- | -- |
| Luogo     | C  | T | C  | T  | C  | T  | C  | C  | T  | C  | T  | C  | T  | C  | T  | T  | C  | T  | C  | T  | C  | T  | T  | C  | T  | C  | T  | C  | T  | C  |
| Risultato | P  | V | P  | P  | P  | P  | P  | V  | P  | N  | N  | P  | V  | V  | P  | N  | N  | V  | V  | N  | V  | P  | P  | P  | P  | N  | P  | P  | N  | N  |
| Posizione | 11 | 6 | 10 | 13 | 13 | 14 | 14 | 14 | 14 | 15 | 15 | 15 | 14 | 14 | 14 | 14 | 14 | 12 | 12 | 12 | 11 | 12 | 12 | 12 | 13 | 14 | 14 | 14 | 15 | 14 |

Legenda:

Luogo: C = Casa; T = Trasferta. Risultato: V = Vittoria; N = Pareggio; P = Sconfitta.